# Азеф Євно Фішелевич

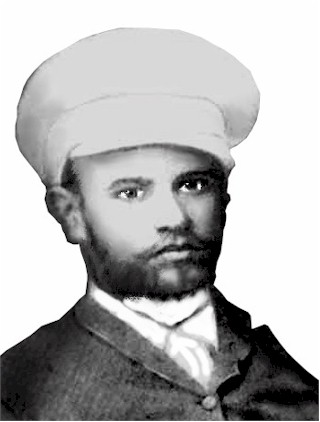
Азеф в молодості

Євно́ Фі́шелевич Азе́ф (псевдоніми: у поліції — Раскін, у революц. середовищі — Іван Миколайович) (* 1869, Лискава, Гродненська губернія, Російська імперія — 24 квітня 1918, Берлін, Німеччина ) — один із лідерів партії есерів, організаторів та керівників її Бойової організації. Одночасно був секретним агентом-провокатором (agent provocateur) царської охранки, виказував поліції членів партії. Провідник тероризму, найвідоміший агент-провокатор у революційних організаціях Російської імперії. Ім'я Азефа стало прозивним.

## Біографія

### Дитинство і юність
Євно Азеф народився в жовтні 1869 року в містечку Лисково Гродненської губернії в родині бідного кравця-єврея. Крім нього в сім'ї було ще шестеро дітей — два брати і чотири сестри. Евно був другою дитиною.
Брав участь у гуртках революційної єврейської молоді. У 1890 році закінчив гімназію в Ростові-на-Дону. У 1892 році, ховаючись від поліції, вкрав 800 рублів (за іншою версією, продав викрадену у знайомого купця партію масла) і втік до Німеччини, де влаштувався вчитися на інженера-електротехніка в Карлсруе.
У число секретних співробітників поліції Азеф був прийнятий в 1892 році.
4 листопада 1893 року запропонував Департаменту поліції бути інформатором щодо російських революціонерів — студентів політехнічного інституту в Карлсруе, і його пропозицію прийняли. Початковий оклад Азефа становив 50 рублів. У 1899 році одружився з Любов'ю Григорівною Мєнкіною, мав двох дітей.

### Азеф в партії есерів і Охоронному відділенні
У 1899 році вступив у союз соціалістів-революціонерів. Після арешту Р. А. Гершуні в 1903 році Азеф залишився центральною фігурою і очолив Бойову Організацію есерів, що здійснювала терористичні акти. Партійні псевдоніми Азефа — «Іван Миколайович», «Валентин Кузьмич», «Товстий». У контактах з Департаментом поліції він використовував псевдонім «Раскін». 
Створену Гершуні Бойову Організацію Азеф реорганізував, зробивши її компактною, централізованою, суворо дисциплінованою і легко керованою. Сам Азеф з підтримкою М. Р. Гоца активно просував терор, при цьому запобігаючи деякі терористичні акти (замах на міністра внутрішніх справ П. Н. Дурново, на царя Миколу II). У той час його жалування від Охоронного відділення досягло 1000 рублів на місяць.
Видав весь перший склад ЦК ПСР і деяких есерів-бойовиків (С. Н. Слетова, Р. В. Ломова, М. А. Веденяпина, А. В. Якімова, З. В. Коноплянникову та ін), а також деякі плани і комунікації революціонерів. Одночасно організував понад 30 терористичних актів, здійснив вбивства видних представників царського державного апарату, в тому числі своїх начальників: міністра внутрішніх справ і шефа корпусу жандармів В. К. Плеве (якого вважали головним організатором єврейського погрому в Кишиневі в 1903 р.), генерал-губернатора Москви великого князя Сергія Олександровича, Петербурзького градоначальника В. Ф. фон дер Лауніца, головного військового прокурора В. П. Павлова. Для того, щоб уникнути розкриття, частину терактів він готував потай від Департаменту поліції, докладаючи всіх зусиль для їх втілення. Про інших — своєчасно повідомляв в охранку, і вони відповідно провалювалися. Завдяки цьому Азефа вважали «своїм» і члени партії і поліція. Кожен раз, коли його намагалися викрити, хто-небудь з революціонерів «доводив», що людина, яка організувала стільки успішних терористичних акцій, не може бути агентом охранки; для Охоронного відділення Азеф також був дуже цінним агентом.
Він же (за участю представників інших революційних партій Конні Цилліакуса, Георгія Деканозова та ін) організував закупівлю на гроші японського військового аташе М. Акасі зброї для робочих і її довіз в Росію на пароплаві «Джон Графтон». По ряду даних, Азеф ініціював ліквідацію Р. А. Гапона як «провокатора», що і було виконано бойовиками П. М. Рутенберга. Про це ж свідчить у своїх спогадах сам Рутенберг. Після Маніфесту 17 жовтня Азеф став прихильником розпуску Бойової Організації і всіляко саботував її дії, в результаті чого есери перейшли до терору за допомогою децентралізованих летючих загонів.

### Остання провокація
Результатом останньої зради Азефа, перед викриттям, був арешт поліцією та страта членів летючого бойового загону партії соціалістів-революціонерів в лютому 1908 року. Ця страта стала сюжетом Леоніду Андрєєву при написанні «Розповіді про сім повішених».

### Викриття
Після настання реакції Азеф готував замах на Миколу II, для чого розглядалися досить авантюрні схеми. Зокрема, з подачі Азефа ЦК ПСР виділяв гроші на проектування і будівництво спеціального підводного човна і літака для здійснення теракту. Однак в 1908 році Азеф був викритий як провокатор публіцистом Ст. Л. Бурцевим (підтвердив свої підозри у колишнього директора Департаменту поліції А. А. Лопухіна). На внутрішньопартійному розгляді ЦК ПСР засудив Азефа до смерті, однак той зміг уникнути ліквідації і зник за кордоном. Надалі жив у Берліні під виглядом рантьє Олександра Ноймайра (Alexander Neumayr) за документами, виданими міністерством закордонних справ Росії. Ретельно уникав контактів з представниками царських властей і російськими революціонерами, але в 1912 році зустрів на курорті у Франції Бурцева. Азеф почав йому доводити, що зробив для революції набагато більше користі, ніж йому приписують шкоди як провокатору, і вимагав справедливого суду ЦК, проте потім знову зник.

### Останні роки
Після початку Першої світової війни Азеф розорився, так як всі його кошти було вкладено в російські цінні папери. Щоб хоч якось зводити кінці з кінцями, відкрив у Берліні корсетну майстерню. У червні 1915 року німецька поліція заарештувала його як колишнього російського секретного агента. Утримувався у в'язниці Моабіт, був звільнений тільки в грудні 1917 року.
У в'язниці він захворів і 24 квітня 1918 року помер від ниркової недостатності у берлінській клініці «Krankenhaus Westend». Був похований у Берліні на Вільмерсдорфському кладовищі в безіменній могилі за № 446. За деякими даними, захоронення це збереглося і до нашого часу.

## Питання провокаторства Азефа

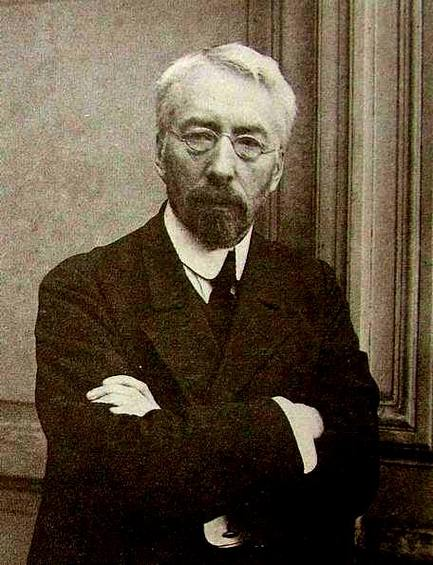
Володимир Бурцев — російський публіцист і видавець

Мовою партійних революціонерів «провокатором» називалася будь-яка особа, яка співпрацювала з Департаментом поліції. Революційна термінологія не знала різниці між агентом-інформатором і агентом-провокатором. Кожен революціонер, викритий у зносинах з поліцією, оголошувався «провокатором», і на цьому поставлено крапку. Між тим, з юридичної точки зору, між простим агентом-інформатором і агентом-провокатором існувала велика різниця. Агентом-провокатором іменувався тільки той секретний співробітник, який брав активну участь у революційній діяльності або підбурював до цього інших. З точки зору закону, такі дії секретних співробітників вважалися злочинними і підлягали кримінальній відповідальності. У циркулярі Департаменту поліції зазначалося, що секретні співробітники не повинні брати участь у протизаконній діяльності чи підбурювати до неї інших осіб.
Після викриття Азефа, коли його історія була розголошена, у суспільстві виникло питання, чи був Азеф агентом-провокатором. Оприлюднені Володимиром Бурцевим і партією есерів матеріали свідчили, що Азеф, будучи секретним співробітником, брав активну участь у терористичній діяльності. Стоячи на чолі Бойової організації есерів, він керував її діяльністю, готував терористичні акти і посилав на них інших людей. Це означало, що, в суворій відповідності з юридичною термінологією, Азеф був агентом-провокатором і повинен був бути притягнутий до кримінальної відповідальності. Між тим, Азеф до кримінальної відповідальності притягнутий не був, а уряд заперечував його причетність до терористичних актів. За версією уряду, Бойовою організацією есерів керував не Азеф, а Борис Савінков, тоді як Азеф був простим інформатором, надавав урядові цінні відомості про злочинні задуми революціонерів.
Питання про провокаторство Азефа обговорювалося багатьма його сучасниками. У підсумку причетність Азефа до терористичних актів була визнана не тільки революціонерами, але і його колишніми поліційними начальниками, такими як Л. А. Ратаїв, А. А. Лопухін, С. В. Зубатов і А. В. Спиридович. Зокрема, генерал Спиридович у своїх мемуарах писав: «Азеф — це безпринципний і корисливий егоїст, який працював на користь іноді уряду, а іноді революції; зраджував то одній, то іншій стороні, залежно від моменту та особистої користі; діяв не лише як інформатор уряду, але і як провокатор в дійсному значенні цього слова, тобто особисто учиняв злочини і видавав їх потім частково уряду, заради користі». На сьогоднішній день провокаторство Азефа визнається за факт більшістю дослідників, а заперечення цього факту є маргінальною точкою зору. Характерним прикладом злочинної діяльності Азефа є його участь у вбивстві Георгія Гапона і вбивство провокатора Н. Ю. Татарова, що безуспішно намагався відкрити очі керівництву есерів на провокаторство їх партійного лідера.

## Родина
Молодший брат Володимир Фішелевич Азеф — есер, член Бойової організації. За освітою хімік. Після викриття брата відійшов від революційної діяльності та виїхав в Америку.
Дружина Любов Григорівна Мєнкина — есерка і учасниця революційного руху. Була дочкою господаря магазину паперового приладдя в Могильові, працювала модисткою, але прагнула здобути освіту, для чого і виїхала з Росії. Навчалася на філософському факультеті Бернського університету. Їх знайомство з Азефом відбулося в 1895 році в Дармштадті. Незважаючи на те, що шлюб був укладений через кохання, подружжя жило практично роздільно, у перші роки відчувалися фінансові труднощі і вони часто сварилися. Любов Григорівна до викриття нічого не знала про зв'язки свого чоловіка з департаментом поліції.